# راغب العثماني
الشيخ راغب العثماني هو أديب ومؤلف صحفي سوري.

## حياته
ولد عام 1887 في اللاذقية, سوريا, من أسرة مثقفة, عمل قاضيا هناك, حيث انتقل بعد ذلك إلى دمشق واشتهر بشعره وعلمه, الف العديد من الكتب منها «القصة والقصصي».
كما أنشأ عددا من الجرائد منها جريدة (أبو العلاء المعري) في دمشق في 28/3/1924 وكان صاحب امتيازها ورئيس تحريرها. حيث عرفت على أنها جريدة سياسية أدبية علمية فكاهية انتقادية مصورة, وقد جاءت في أربع صفحات من القطع المتوسط وكانت تصدر مرة في الأسبوع, رسم خلف عنوانها صورة لأبي العلاء المعري. استمرت أبو العلاء المعري في الصدور إلى حين إصدار الشيخ راغب العثماني جريدته الثانية الاستقلال في دمشق 6/7/.1928 وكانت (جريدة أسبوعية سياسية)
وكان صاحبها ورئيس تحريرها المسؤول, وجاءت أيضا في أربع صفحات من القطع الكبير, وحمل العدد الأول من (الاستقلال) رقم تسلسل جريدته السابقة ( أبو العلاء المعري) 218 واستمر إصدار جريدة (الاستقلال) حتى الخمسينيات.
كما أصدر جريدة السياسة اليومية في دمشق وكانت تهتم بالأمور السياسية والاقتصادية في فترة الأربعينات لسوريا.
يعتبر أدبه مجهولا بالنسبة للكثير من النقاد.